# Navarretia cotulifolia
Navarretia cotulifolia là một loài thực vật có hoa trong họ Polemoniaceae. Loài này được (Benth.) Hook. & Arn. mô tả khoa học đầu tiên năm 1839.